# Chrostosoma haematica
Chrostosoma haematica är en fjärilsart som beskrevs av Perty 1834. Chrostosoma haematica ingår i släktet Chrostosoma och familjen björnspinnare. Inga underarter finns listade i Catalogue of Life.